# بلدة فرويتبورت تشارتر (ميشيغان)
فرويتبورت تشارتر (بالإنجليزية: Fruitport Charter Township, Michigan)‏ هي بلدة تقع بولاية ميشيغان في الولايات المتحدة. تبلغ مساحتها 78.1 (كم²)، وترتفع عن سطح البحر 192 م، بلغ عدد سكانها 12533 نسمة في عام تعداد الولايات المتحدة 2000 حسب إحصاء مكتب تعداد الولايات المتحدة وتصل الكثافة السكانية فيها 161.2 نسمة/كم2.

## وصلات خارجية
- http://www.fruitporttownship-mi.gov
- The US50 - Cities and Towns in Michigan State
- Michigan Cities and Towns, Facts, Map, Flag, Colleges, Government, and More